# Skyranger 30

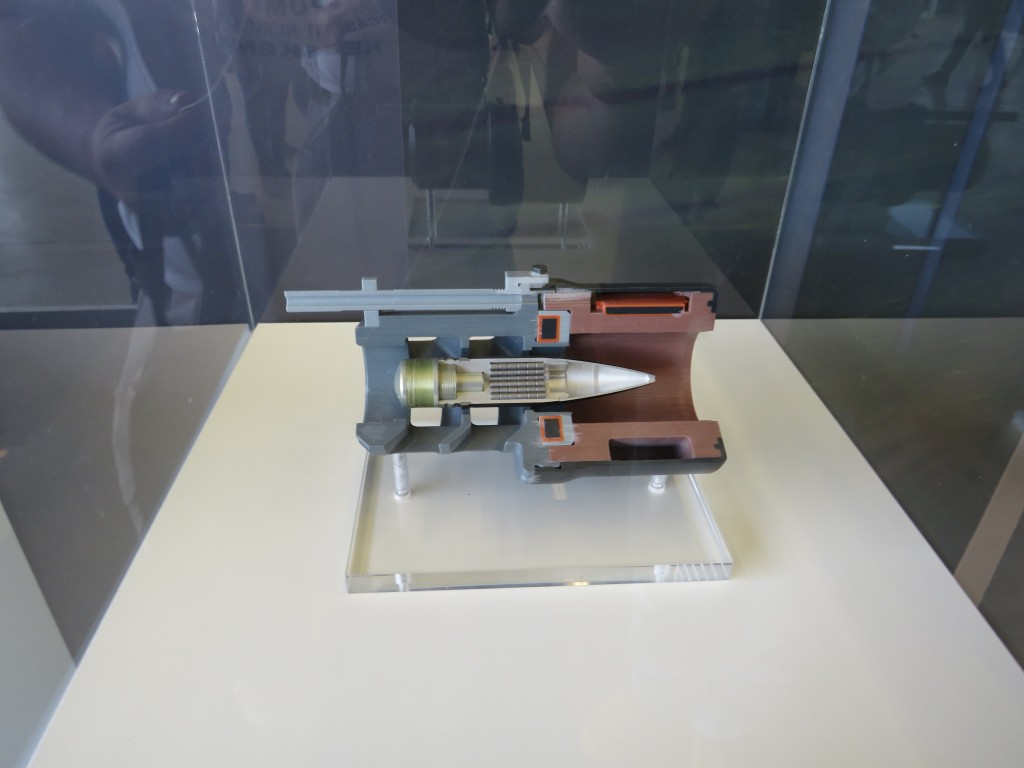
Doorsnede van een 30mm-ABM-granaat, waarbij de wolfraam-sub-projectielen binnenin te zien zijn

De Skyranger 30 is een mobiel luchtverdedigingssysteem voor de korte afstand (SHORAD) van Rheinmetall Air Defence AG (voorheen Oerlikon). Het wapensysteem is vooral bedoeld om mobiele grondeenheden te beschermen tegen vliegtuigen en helicopters, onbemande luchtvaartuigen (UAS), kruisvluchtwapens en kamikazedrones (‘loitering munitions’ (LM) (vrij vertaald: rondhangende munitie)) Het bestaat uit een geschutstoren met sensoren (o.a. doelzoek- en -volgsystemen) en wapensystemen (m.n. het KCE 30mm-snelvuurkanon en luchtdoelraketten). De toren is onbemand en wordt op afstand of vanuit het dragend voertuig bediend. Het systeem combineert de voordelen van een kanonsysteem (zeer korte interne dode afstand, lage kosten, airburst-munitie (ABM) (met KETF ofwel Kinetic Energy Time Fuse) tegen kleine doelen in de lucht) met het grotere bereik van een geleide raket of een onderscheppingsdrone in één compacte toren, die bovendien alle sensoren bevat die nodig zijn voor luchtverdediging. De toren heeft geen torenmand en kan daardoor eenvoudig bovenop een voertuig gemonteerd worden.

## Ontwikkelingsgeschiedenis
Na het einde van de Koude Oorlog, deden de meeste Westerse landstrijdkrachten afstand van veel van hun mobiele luchtverdedigingsmiddelen. Hierdoor ontstond een gat dat hen kwetsbaar bleek te maken toen luchtdreigingen begin 21e eeuw terugkeerden, zoals bleek tijdens conflicten zoals de Oorlog in Nagorno-Karabach. Om hierop in te springen ontwikkelde Rheinmetall vanaf 2018 in eigen beheer de Skyranger 30. Een demonstratiemodel werd vanaf 2020 werd ingezet voor ontwikkelings- en marketingdoeleinden. Deze Skyranger 30 A0 diende ook als platform om een breder scala aan mogelijkheden en producten van Rheinmetall in één product samen te brengen, zoals het rookgordijnsysteem ROSY (Rapid Obscuring System) en het optische zoek- en volgsysteem FIRST (Fast Infrared Search en Track Sensor).
De keuze voor het 30 x 173 mm-kaliber en voor het KCE revolverkanon werd gemaakt op analyses van effectiviteit, bereik en kosten. De ervaringen bij de ontwikkeling van de Skyranger 35, het KDG-35mm-revolverkanon en het GDM-008 Millennium 35mm scheepsgeschut werden verwerkt in het ontwerp van de Skyranger 30. Door het 30mm×173-KCE-revolverkanon te gebruiken werd een ontwerp mogelijk dat lichter is dan de Skyranger 35 (35 mm × 228). Daardoor is er ruimte om ook andere wapensystemen zoals (SHORAD luchtdoelraketten, high energy lasers of short range drone interceptors, zoals bv elektronische stoorsystemen, stralingswapens, of C-UAV-drone’s toe te voegen en zo een zeer mobiel hybride luchtverdedigingssysteem te creëren. Door ook een AESA zoekradar en een volgsystemen (radar, optisch) in de koepel te integreren bevat de onbemande koepel alle benodigde luchtverdedigingsfuncties (zoeken, volgen en bestrijden).

Een onderdeel van het project was de ontwikkeling van het Oerlikon KCE-ABM-revolverkanon, gebaseerd op het Oerlikon KCA-revolverkanon voor vliegtuigen uit de jaren ’70, om het geschikt te maken voor het afvuren van airburst-munitie (KETF ofwel Kinetic Energy Time Fuse). De KCE-ABM kreeg een langere schietbuis (80 kalibers i.p.v. 66) met een mondingsrem met geïntegreerde mondingssnelheidsmeter (V0-meter) en spoel (air burst fuze programmer) om de de ABM projectielen te programmeren. De vuursnelheid kan ingesteld worden op 1.200 schoten per minuut, 200 schoten per minuut of enkel schot. Het compacte wapen meet ca. 300 × 24 × 25 cm (L×B×H) en weegt 142 kg.
De Skyranger 30 A0-koepel werd voor het eerst gepresenteerd op 16 december 2020, vanwege de Corona lockdown door een live-feed unboxing.
Op de Internationale Luft- und Raumfahrtausstellung ILA Berlin van 22 t/m 26 juni 2022 werd de Skyranger 30 fysiek gepresenteerd op een Boxer MRAV.
In december 2023 werd het Skyranger 30 A1 prototype tijdens schietoefeningen zowel statisch als mobiel getest op het Rheinmetall Erprobungszentrum Ochsenboden (EZO) in het Sihltal, 15 km van Einsiedeln und 60 km van Zürich.

## Ontwerp
De Skyranger 30 heeft dezelfde algemene configuratie als de Skyranger 35. Het is net zoals de Skyranger 35 een op afstand bedienbare toren met een torenring met een diameter van 1.414 mm. De Skyranger 30 heeft een lager gewicht van 2,0-2,5 ton, waardoor hij op lichtere voertuigen kan worden geïnstalleerd. Het systeem is ontworpen om zowel autonoom als in netwerkverband te kunnen functioneren.

## Gebruikers
Bevestigde gebruikers
- Duitsland - 19 exemplaren met FIM-92 Stinger op Boxer MRAV-draagvoertuig (de: Trägerfahrzeug) ter waarde van 595 miljoen euro besteldin februari 2024. De bestelling van 30 meer is gepland.[17][18][19][20] De eerste 19 exemplaren bestaan uit een testvoertuig, gevolgd door 18 productie voertuigen.[21] Het test exemplaar is in februari 2025 geleverd aan de Bundeswehr.[22]
- Oostenrijk - 36 Skyranger 30’s met de Franse Mistral 3 op Pandur EVO-draagvoertuigen voor het Oostenrijkse leger (Bundesheer), besteld in februari 2024.[23][18] De systemen worden geleverd vanaf 2026.[24][25] In de order is een optie voor 9 extra voertuigen opgenomen.[26] Vanwege de draagvermogen van het 6x6 Pandur wielvoertuig is de toren van de Oostenrijkse versie één ton lichter dan de standard toeren en slechts uitgerust met twee raketten.[27]
- Denemarken – De materieelafdeling van de Deense krijgsmacht, Forsvarsministeriets Materiel- og Indkøbsstyrelse (FMI), bestelde 16 Skyranger 30's (4 prototypes + 12 productiemodellen) in september 2024, met de Mowag Piranha V als dragend voertuig. Waarschijnlijk wordt de Mistral 3 gekozen als raketsysteem. De prototypes en pre-productie torens worden eind 2026 geleverd en de 12 productievoertuigen in 2027 and 2028..[28][29][30][31][32]
- Nederland - eind januari 2025 maakte het Ministerie van Defensie  bekend dat 22 exemplaren op ACSV G5 pantserrupsvoertuig zullen worden aangeschaft. De eerste leveringen zijn gepland voor 2028. De FIM-92 Stinger zal waarschijnlijk als raket gekozen worden.[33] Als gepantserd rupsvoertuig met kanonsysteem tegen luchtdoelen is de PRTL Skyranger feitelijk de opvolger van het kanonsysteem Cheetah PRTL, die in 2006 uit de bewapening genomen werd.[34][35]

Potentiële gebruikers
- Hongarije - in december 2023 werd een memorandum van overeenstemming (hu: Egyetértési megállapodás) getekend om een gepantserd luchtverdedigingsvoertuig (hu: légvédelmi harckocsiop) te ontwikkelen op basis van het KF41 Lynx pantserrupsvoertuig, met een Skyranger 30 toren met Mistral raketten.[4][36] De waarde van de overeenkomst is 30 miljoen euro.[29] Het geplande aantal Lynx Skyrangers is niet bekend[37][38] (Volgens onbevestigde berichten zouden de Hongaren uiteindelijk 18 Lynx Skyranger luchtverdedigingsvoertuigen willen bestellen[39]).
- Italië - Als onderdeel van het programma waarin Esercito Italiano, de Italiaanse landmacht, gepland heeft om 1.050 KF41 Lynx pantserrupsvoertuigen aan te schaffen, wordt overwogen om ook een luchtverdedigingsvariant met een kanonsysteem aan te schaffen.[40] Dat zou de Skyranger 30 kunnen worden.
- Litouwen - Under evaluation.[41][19]
- Verenigde Staten - De Amerikaanse strijdkrachten zijn op zoek naar een luchtafweergeschutsysteem en Rheinmetall bood in augustus 2024 de Skyranger 30 aan.[42] Het aanbod omvat de mogelijkheid om het lokaal te produceren in samenwerking met Lockheed Martin.

## Nederland
Eind januari 2025 maakte het Ministerie van Defensie  bekend dat 22 exemplaren op ACSV G5 pantserrupsvoertuig zullen worden aangeschaft. De eerste leveringen zijn gepland voor 2028.De FIM-92 Stinger zal waarschijnlijk als raket gekozen worden.  Als gepantserd rupsvoertuig met kanonsysteem tegen luchtdoelen is de Skyranger PRTL feitelijk de opvolger van het kanonsysteem Cheetah PRTL, dat in 2006 uit de bewapening genomen werd.
In oktober 2024 werd al bekend dat Nederland 18 NOMADS-lanceervoertuigen en 5 commandovoertuigen, alle op het ACSV G5 voertuig zal aanschaffen. Deze zijn bestemd om de Fennek SWP met Stingerraketten te vervangen en zouden ook in 2028 operationeel moeten zijn.
Zowel de Skyranger PRTL als de Nomads PRTL zullen worden ingedeeld bij het Defensie Grondgebonden Luchtverdedigingscommando (DGLC).
De PRTL Nomads worden verdeeld over twee luchtdoelartilleriebatterijen, die elk zullen gaan bestaan uit één (MRAD-peloton met een NASAMS-vuureenheid en twee (SHORAD-pelotons met 4 Nomads PRTL’s. Daarnaast komen nog eens vier MRAD-pelotons die zelfstandig of samen met de batterijen kunnen worden ingezet Waar de Skyranger PRTL’s ingedeeld zullen worden is nog niet bekend.

## Afbeeldingen

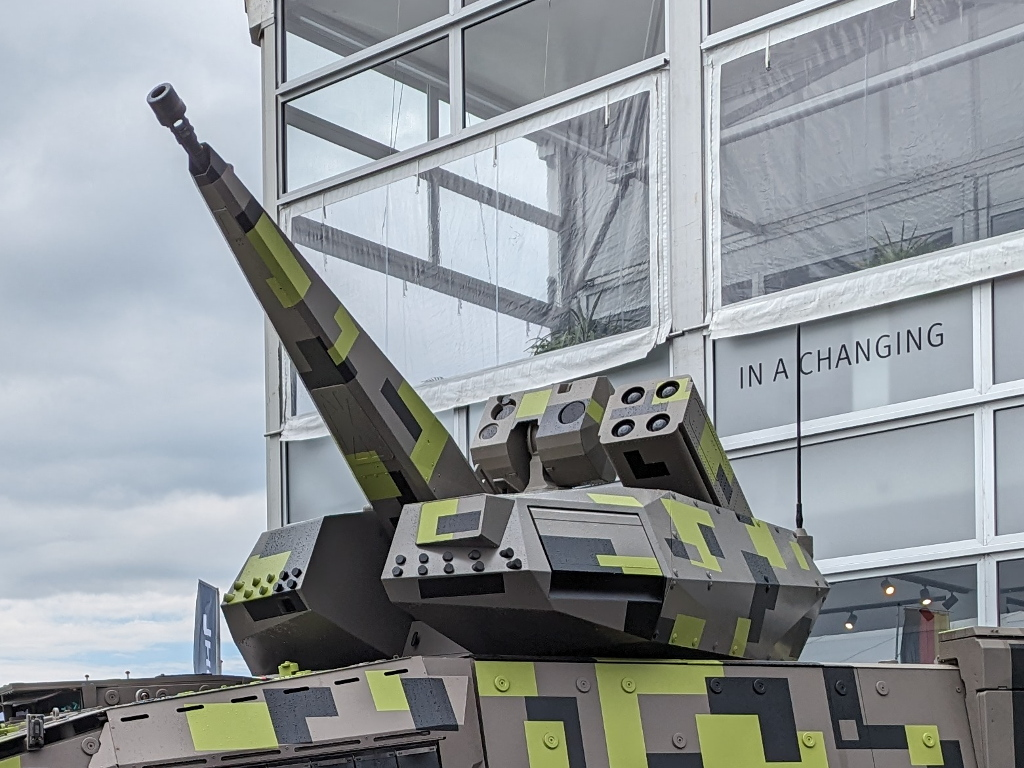
Skyranger 30 koepel (2024)]
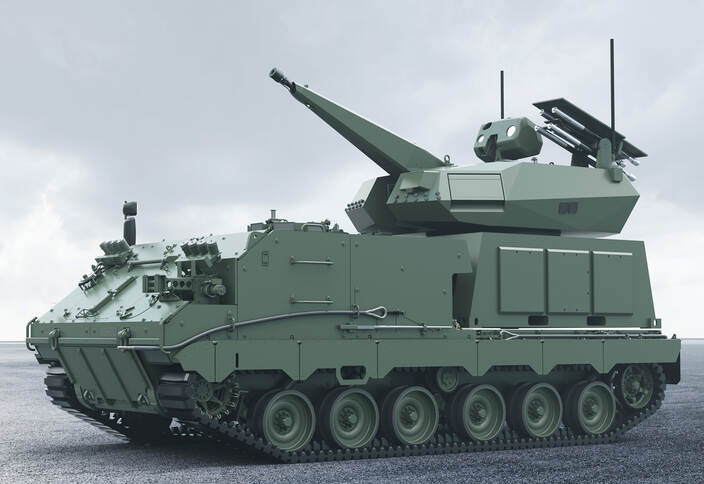
ACSV G5 met Skyranger 30 (Nederland)
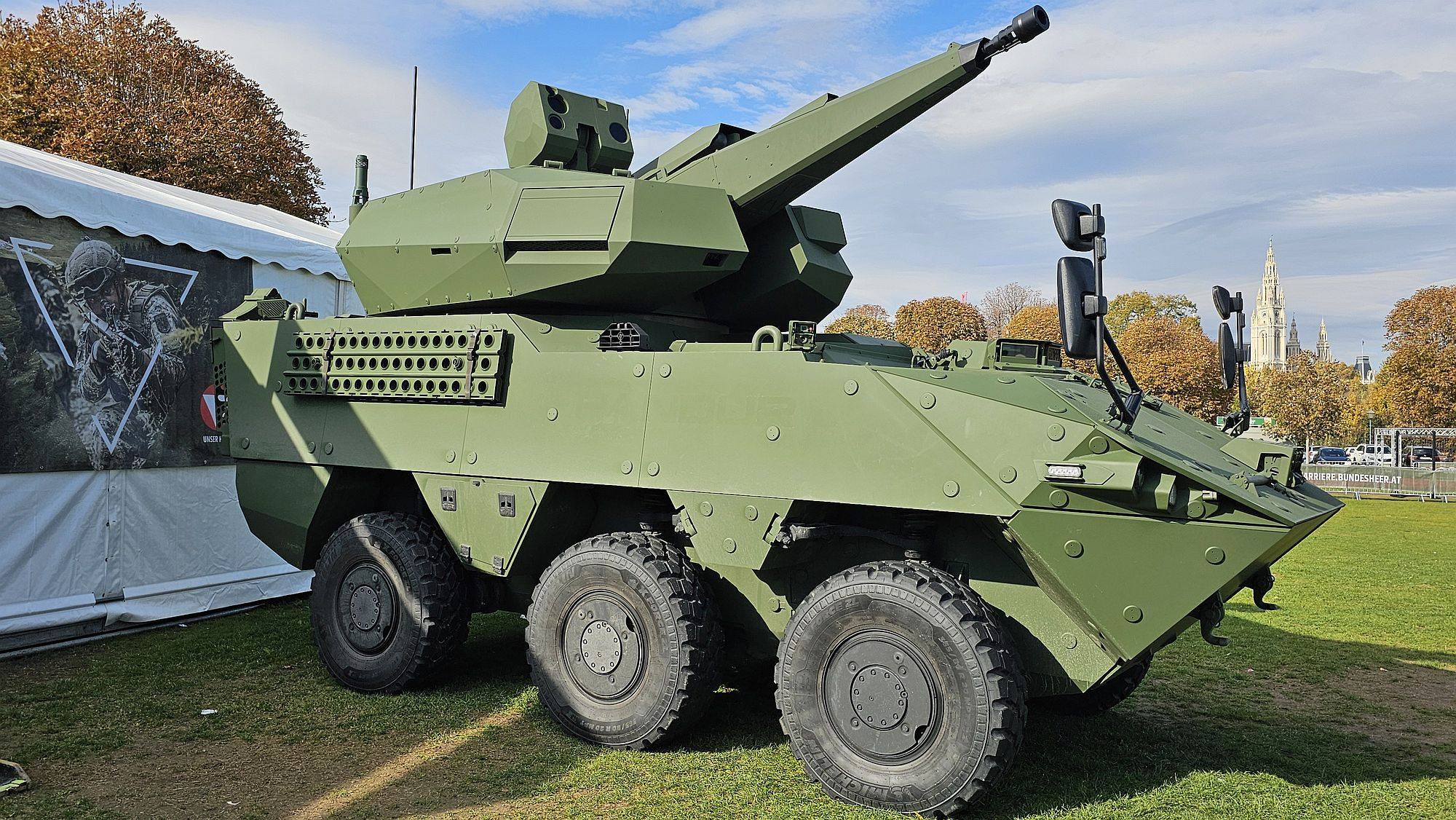
Pandur EVO Skyranger 30 prototype (Oostenrijk)